# Каролос Кун
Каролос Кун (грч. Καρολος Κουν, 13. септембар 1908, у Бурси - 14. фебруара 1987, Атина) био је грчки позоришни режисер, познат по својој живахној изведби драма древне Грчке.

## Биографија
Кун је рођен у Бурси, данашња Турска, као грађанина Османског царства, мајка му је била Гркиња, а отац Пољски јеврејин. Школовао се у Османској Турској до краја средње школе. Завршио је приватну школу у Истанбулу и потом отишао у Сорбону да тамо настави своје универзитетско образовање. Како се економска ситуација његове породице погоршавала, није могао да настави своје образовање.
Био је хваљен по читавој Европи због његових живахних, живописних политичких комедија Аристофан из 5. века п. н. е. Године 1942. основао је експериментално "Уметничко позориште" и своју драмску школу.
Кун је у Атини изводио премијере дела европских авангардиста, попут Бертолта Брехта и Луиђиа Пирандела. Године 1962. Кунова продукција Аристофанових "Птица" освојила је прву награду на међународном фестивалу у Паризу.
Радио је са познатом глумицом Мелином Меркури. Играла је Бланш Дубоа у "Трамвај звани жеља" коју је поставио Кунов уметнички театар. Други драмски писци које је Кун представио грчкој публици су Жан Генет, Федерико Гарсија Лорка и Ежен Јонеско.
Он је остао политички активан током целог живота што је имало директан утицај на његову финансијску несигурност у свом животу. Његово позориште је било одговорно за обуку златне генерације грчких филмских глумаца.
Каролос Кун је умро 14. фебруара 1987. године, након инфаркта, у 79 години.